# Kugarcsi járás
A Kugarcsi járás (oroszul Кугарчинский район, baskír nyelven Күгәрсен районы) Oroszország egyik járása a Baskír Köztársaságban, székhelye Mrakovo falu, nevét a Kugarcsi folyóról kapta, mely mellett egy azonos nevű falu is fekszik.

## Népesség
- 1970-ben 42 353 lakosa volt, melyből 17 664 baskír (41,7%), 6 122 tatár (14,4%).
- 1989-ben 31 541 lakosa volt, melyből 15 079 baskír (47,8%), 5 118 tatár (16,2%).
- 2002-ben 34 203 lakosa volt, melyből 19 280 baskír (56,37%), 9 560 orosz (27,95%), 3 519 tatár (10,29%), 637 csuvas, 460 mordvin.
- 2010-ben 31 444 lakosa volt, melyből 17 294 baskír (55,1%), 9 057 orosz (28,9%), 4 069 tatár (13%), 353 csuvas, 170 mordvin, 152 ukrán, 21 fehérorosz, 14 mari, 3 udmurt.

| Lakosok száma | 30 249 | 42 501 | 31 541 | 32 807 | 31 444 | 30 787 | 29 792 | 28 840 | 28 277 | 27 489 |
|               | 1939   | 1970   | 1989   | 2008   | 2010   | 2012   | 2014   | 2016   | 2018   | 2021   |